# Lepus nigricollis
La lepre indiana o lepre dalla gualdrappa (Lepus nigricollis Cuvier, 1823) è un mammifero lagomorfo della famiglia dei Leporidi.

## Distribuzione
Con numerose sottospecie (Lepus nigricollis aryaberthensis, Lepus nigricollis dayanus, Lepus nigricollis nigricollis, Lepus nigricollis ruficaudatus, Lepus nigricollis sadiya, Lepus nigricollis simcoxi, Lepus nigricollis singhala) la specie è diffusa in India meridionale, dal Madhya Pradesh ad ovest al Godavari ad est, fino all'isola di Ceylon a sud: esistono numerose popolazioni introdotte a Giava, Mauritius e varie isole delle Seychelles.

Il loro habitat è rappresentato dalle aree cespugliose o boscose alternate da ampi tratti prativi, generalmente in zone pedemontane.

## Descrizione

### Dimensioni
Misura una sessantina di centimetri di lunghezza, per un peso di 2–3 kg. Le popolazioni insulari, anche introdotte, tendono a raggiungere dimensioni adulte minori rispetto a quelle degli esemplari presenti sulla terraferma.

### Aspetto
Il pelo su testa, zampe e petto è bruno, il dorso è grigiastro con brizzolature nere sparse, mentre il basso ventre e gli anelli di pelo attorno agli occhi sono di colore biancastro: la specie deve il nome comune alla presenza di una banda di pelo nero che dalla nuca si diparte fino alla base della mandibola, a mo' di scialle. Anche la coda è nera.

Possiede lunghe orecchie e zampe posteriori più lunghe e forti di quelle posteriori. Come in molte altre specie di lepre, a parità di età i maschi tendono ad essere più piccoli delle femmine.

## Biologia
Si tratta di animali crepuscolari e notturni, che passano il giorno a dormire in depressioni del terreno che essi stessi scavano. A volte, tuttavia, entrano in attività durante il giorno nei periodi nuvolosi, oppure possono essere osservati mentre prendono il sole. Hanno abitudini prevalentemente solitarie, tuttavia durante la stagione riproduttiva è possibile osservare gruppetti formati da numerosi maschi attorno ad una femmina in estro.

### Alimentazione
La lepre indiana è un animale erbivoro: durante la stagione delle piogge, si nutre prevalentemente di erba tenera, mentre durante la stagione secca, quando questa fonte di cibo è assai scarsa od assente, l'animale ripiega su altri tipi di cibo, come foglie e fiori. Nelle zone dove sono stati introdotti, questi animali sono considerati assai dannosi, in quanto nutrendosi delle piantine e dei germogli di alberi, ne impedisce la crescita a danno delle specie di uccelli che vi nidificano.

### Riproduzione
Non vi è una stagione riproduttiva ben definita, tuttavia si riscontra un picco delle nascite nel periodo compreso fra ottobre e febbraio, corrispondente alla stagione delle piogge, quando vi è maggiore abbondanza di cibo: quest'ultima pare essere il fattore critico per innescare l'estro della femmina, anche se è stato dimostrato che nella sottospecie dayanus anche il fotoperiodo gioca un ruolo importante.
Durante il periodo di estro delle femmine, i maschi si mostrano assai aggressivi gli uni con gli altri, ingaggiando incontri di "pugilato" e rincorrendosi forsennatamente. Ciascun maschio cerca di copulare con il maggior numero possibile di femmine, le quali a loro volta vengono montate da numerosi maschi per ciascun estro.
La gestazione dura circa un mese e mezzo, al termine del quale vengono dati alla luce una media di due cuccioli, già in grado di vedere e ricoperti di pelo. I cuccioli vengono nascosti dalla femmina nella vegetazione più fitta mentre quest'ultima va in cerca di cibo: essi non hanno odore e sono assai statici, il che consente loro di non essere intercettati da eventuali predatori che si trovassero nei paraggi. I cuccioli divengono indipendenti dalla madre attorno alle due settimane e mezzo d'età e diventano sessualmente maturi ad un anno circa d'età.
La speranza di vita in cattività di questi animali è di oltre sette anni, mentre in natura è raro che giungano oltre il quarto anno di vita.